# Leiotulus isfahanicus
Leiotulus isfahanicus là một loài thực vật có hoa trong họ Hoa tán. Loài này được (Alava) M.G. Pimenov & T.A. Ostroumova mô tả khoa học đầu tiên năm 1994.